# Sentinel Peak (Sikkim)
Der Sentinel Peak ist ein Gipfel im Himalaya an der Grenze zwischen Sikkim in Indien und Tibet in China.
Der Sentinel Peak hat eine Höhe von 6490 m. Er liegt im östlichen Himalaya-Hauptkamm im Norden von Sikkim an der Grenze zu Tibet. An seiner Ost- und Westflanke strömen Gletscher in nördlicher Richtung. Diese liegen im Einzugsgebiet des Yairu Zangbo, einem linken Nebenfluss des Bum Chu (Oberlauf des Arun). Die schmale Südwestflanke liegt auf indischem Territorium und wird über den Zemu Chu entwässert. 6,25 km westsüdwestlich erhebt sich der Chorten Nyima (6927 m).
Der Sentinel Peak wurde im Jahr 1910 von dem schottischen Alpinisten Alexander Mitchell Kellas in Begleitung von Sherpas erstbestiegen.